# Aeropuerto General Navas Pardo
El Aeropuerto General Navas Pardo (IATA: CPL, OACI: SKHA) es un aeropuerto que sirve a la localidad de Chaparral en el Departamento de Tolima de Colombia. La pista está en el lado este de la ciudad. Hay terreno montañoso de oeste a noreste del aeropuerto y terreno elevado al suroeste y sur.

Desde finales de los años 50 e inicio de los 60 este aeropuerto fue importante. Eran tiempos de mucha violencia y esta terminal servía para abastecer miembros de la fuerza pública y conectar regiones como Planadas, Ataco, Río Blanco, la Herrera y así muchos otros lugares, como el Cañón de las Hermosas, donde se encuentra la Central Hidroeléctrica del río Amoyá.
Actualmente, el Navas Pardo tiene operaciones aéreas de militares, valores, algunos vuelos ambulancia y de Estado.